# Jean Honoré
Jean Marcel Honoré (Saint-Brice-en-Coglès, Francia, 13 de agosto de 1920 - Tours, Francia, 28 de febrero de 2013) fue un cardenal francés, arzobispo emérito de Tours, que falleció en la mañana del último día del pontificado de Benedicto XVI.

## Vida

### Primeros años
Fue ordenado sacerdote para la Archidiócesis de Rennes, el 29 de junio de 1943 y recibió el doctorado en teología en el Instituto Católico de París, después de redactar una tesis dirigida por Jean Daniélou sobre la teología espiritual de John Henry Newman.
Fue profesor en el colegio San Vicente de Rennes y en Saint-Malo, y fue profesor de teología dogmática en el seminario mayor. Durante seis años trabajó en el Centro Nacional de Educación Religiosa (CNEC). Luego fue rector de la Universidad Católica de Angers.

### Obispo y arzobispo
El 24 de octubre de 1972 fue nombrado obispo de Evreux y recibió la ordenación episcopal el 17 de diciembre.
El 13 de agosto de 1981 fue promovido a arzobispo de Tours. Tras el Sínodo de los Obispos de 1985, fue uno de los obispos responsables de supervisar la preparación del Catecismo de la Iglesia Católica.
Dimitió como arzobispo de Tours el 22 de julio de 1997.
Fue llamado personalmente por el Santo Padre para participar en la 10.ª Asamblea General Ordinaria del Sínodo de los Obispos (octubre de 2001).

### Cardenal
Creado y proclamado Cardenal por Juan Pablo II en el consistorio del 21 de febrero de 2001, con el título de S. Maria della Salute a Primavalle (Santa María de la Salud en el Primavalle).

### Fallecimiento
El cardenal Jean Honoré falleció en la mañana del 28 de febrero de 2013, último día del pontificado del Papa Benedicto XVI.

## Obras
- Jean Honoré (2003). Newman, un homme de Dieu. Editions du CERF. ISBN 9782204072861.